# Ginástica artística nos Jogos Olímpicos de Verão de 2016 - Barra fixa
A final masculina da barra fixa da ginástica artística nos Jogos Olímpicos de Verão de 2016 foi realizada na Arena Olímpica do Rio, em 16 de agosto.

## Medalhistas
| Ouro   | GER Fabian Hambüchen |
| Prata  | USA Danell Leyva     |
| Bronze | GBR Nile Wilson      |

## Qualificatória
| Pos. | Ginasta                      | Pontos | Nota |
| ---- | ---------------------------- | ------ | ---- |
| 1    | GER Fabian Hambüchen         | 15.533 | Q    |
| 2    | GBR Nile Wilson              | 15.500 | Q    |
| 3    | NED Epke Zonderland          | 15.366 | Q    |
| 4    | USA Danell Leyva             | 15.333 | Q    |
| 5    | BRA Francisco Barreto Júnior | 15.266 | Q    |
| 6    | USA Samuel Mikulak           | 15.133 | Q    |
| 7    | UKR Oleg Vernyayev           | 15.133 | Q    |
| 8    | CUB Manrique Larduet         | 15.116 | Q    |
| 9    | SUI Pablo Brägger            | 15.100 | R    |
| 10   | NED Bart Deurloo             | 15.100 | R    |
| 11   | JPN Ryōhei Katō              | 15.000 | R    |

- Q – Qualificado para a final
- R – Reserva

## Final
| Pos.              | Ginasta                      | Nota D | Nota E | Pen. | Total  |
| ----------------- | ---------------------------- | ------ | ------ | ---- | ------ |
| Medalha de ouro   | GER Fabian Hambüchen         | 7.300  | 8.466  |      | 15.766 |
| Medalha de prata  | USA Danell Leyva             | 7.300  | 8.200  |      | 15.500 |
| Medalha de bronze | GBR Nile Wilson              | 6.800  | 8.666  |      | 15.466 |
| 4                 | USA Samuel Mikulak           | 6.800  | 8.600  |      | 15.400 |
| 5                 | BRA Francisco Barreto Júnior | 6.900  | 8.308  |      | 15.208 |
| 6                 | CUB Manrique Larduet         | 7.000  | 8.033  |      | 15.033 |
| 7                 | NED Epke Zonderland          | 6.900  | 7.133  |      | 14.033 |
| 8                 | UKR Oleg Vernyayev           | 6.300  | 7.066  |      | 13.366 |